# Avro 529
L'Avro 529 est un avion biplan triplace de bombardement à long rayon d’action britannique de la Première Guerre mondiale. 

## Origine
Si l’Amirauté britannique refusa l’Avro 523 Pike, elle demanda à Avro de lui proposer une version plus puissante destinée au bombardement à longue distance. Deux prototypes furent mis en chantier à Newton Heath, Manchester, mais leur assemblage et les essais en vol réalisés au tout nouveau centre d’essais du constructeur de Hamble, Newton Heath ayant besoin de place pour la production de l’Avro 504K. 

## Deux versions

### Avro 529
Le premier prototype [3694] prit l’air fin mars 1917. Il se distinguait de l’Avro 523 Pike par un fuselage avant redessiné, une compensation aérodynamique de gouvernail plus importante et surtout ses moteurs, des Rolls-Royce Falcon (en) non carénés de 190 ch, entrainant des hélices quadripales et alimenté par un réservoir de 635 litres situé dans le fuselage. Enfin les saumons d’aile étaient très arrondis et la voilure pouvait se replier à l’extérieur des fuseaux moteurs pour faciliter le rangement dans un hangar.Cet appareil affichait des performances intéressantes et fit l’objet d’essais comparatifs avec le Blackburn Kangaroo le 19 janvier 1918. Ce dernier grimpait plus vite, semblait plus robuste et surtout disposait d’une capacité d’emport plus importante. 

### Avro 529A
Le second prototype [3695] se distinguait par des moteurs Galloway B.H.P. de 230 ch soigneusement carénés, chaque fuseau-moteur logeant également un réservoir de carburant de 230 litres. L’alimentation s’effectuant au moyen de pompes à éoliennes, un réservoir de 45 litres situé au-dessus de chaque moteur assurait son alimentation par gravité au démarrage. Cet appareil prit l’air en octobre 1917 mais fut victime d’une rupture d’empennage durant un essai en vol le 11 novembre suivant, fâcheux accident qui n’incita pas à le commander en série. 